# Parifizierung
Durch die Parifizierung oder Nutzwertberechnung wird im Österreichischen Wohnungseigentumsrecht das Verhältnis der Eigentumsanteile der einzelnen Miteigentümer eines Hauses, an dem Wohnungseigentum begründet ist, untereinander bestimmt. Durch die Nutzwertberechnung wird auch erstmals der Berechnungsschlüssel festgelegt (um z. B. den Betriebskostenanteil oder das Stimmrecht der einzelnen Eigentümer zu ermitteln), durch Abstimmungen können die Eigentümer die Berechnungen auch unabhängig von der Parifizierung festlegen, sie ist also nicht zwingend anzuwenden.
Gemäß § 9 des Wohnungseigentumsgesetzes von 2002 werden die Nutzwerte aufgrund eines Gutachtens eines für den Hochbau zuständigen Ziviltechnikers oder eines allgemein beeideten und gerichtlich zertifizierten Sachverständigen für das Hochbau- oder das Immobilienwesen bestimmt.
Die Parifizierung ist ebenfalls die Basis für die von allen Wohnungseigentümern zu unterfertigenden Wohnungseigentumsverträge.
Die Berechnungsgrundlage der Nutzwerte sind die Nutzflächen. Die jeweilige Nutzfläche ist die gesamte Bodenfläche einer Wohnung oder einer sonstigen Räumlichkeit abzüglich der Wandstärken und der im Verlauf der Wände befindlichen Durchbrechungen, Türöffnungen, Treppen, offenen Balkone, Terrassen, Garten sowie Keller- und Dachbodenräume, soweit sie ihrer Ausstattung nach nicht für Wohn- oder Geschäftszwecke geeignet sind. Umstände, die den Wert einer konkreten Wohnung im Vergleich zu anderen Objekten im selben Haus nennenswert erhöhen oder auch vermindern, werden durch Zu- oder Abschläge zur Nutzfläche berücksichtigt (werden vom Gutachtenaussteller definiert). Diese Abschläge werden auch bei Flächen wie Gärten, Terrassen, Balkonen sowie Keller- und Dachbodenräumen angewandt. Flächen in Wohnräumen, über welchen eine Raumhöhe von unter 150 cm gemessen wird (in der Schräge in ausgebauten Dachböden), werden mit dem Faktor 0 gerechnet.

## Neufestsetzung
Eine Neufestsetzung kann in folgenden exemplarischen Fällen auf Antrag erfolgen:
1. Wenn im Gutachten gegen zwingende Grundsätze verstoßen wurde
2. Wenn das Gutachten von den Gegebenheiten abweicht
3. Wenn aufgrund einer vom Gutachten abweichenden Bauführung sich der Nutzwert eines Anteils um mehr als 3 % ändert
4. Wenn durch nachträgliche bauliche Vorgänge sich der Nutzwert eines Anteils um mehr als 3 % ändert

Die Kosten und Gebühren einer Nutzwertneufestsetzung sind von jenen Miteigentümern zu tragen, denen Miteigentumsanteile übertragen werden. Für die übertragenen Miteigentumsanteile ist den abgebenden Miteigentümern ein angemessenes Entgelt zu leisten, sofern diese nicht ausdrücklich darauf verzichtet haben. Diese „Ablöse“ errechnet sich beispielsweise aus dem Grundstückswert.
Hierbei ist zu beachten, dass es sich bei einer Nutzwertfestsetzung um einen zivilrechtlichen Vorgang handelt und dies nicht mit dem baurechtlichen Vorgang, der Zustimmung zum Bauantrag für die Baugenehmigung, zu verbinden ist. Die Zustimmung von Parteien zur Baugenehmigung begründet keinen Verzicht auf das Entgelt für die Nutzwertabgabe.